# Suquamish
Los suquamish son una tribu amerindia del estado de Washington en Estados Unidos de América.
Los suquamish son un pueblo del sur de  Coast Salish; hablaban un dialecto del Lushootseed, que pertenece a la familia de lenguajes de salishan. Como muchos nativos de la Costa Noroeste, los Suquamish dependían de la pesca en los ríos locales y el Puget Sound para la alimentación, y construían casas alargadas de madera para protegerse de los lluviosos inviernos del oeste del Cascade Mountains.
Los suquamish vivieron tradicionalmente en la orilla occidental del Puget Sound, desde el Apple Tree Cove en el norte hasta el Gig Harbor en el sur, incluyendo Bainbridge Island y Blake Island. Durante el verano, los Suquamish se dispersaban ampliamente, pero en el invierno vivían en una aldea invernal centrada alrededor de la Casa del Anciano, la casa alargada más larga del Puget Sound.
El primer contacto entre los suquamish y los exploradores europeos fue en 1792 cuando George Vancouver exploró el Puget Sound y se reunió con miembros de la tribu de los suquamish, posiblemente incluyendo a Kitsap. Los contactos más regulares con no-Indios vinieron con el establecimiento de pues de intercambio en el Puget Sound y el Estrecho de Georgia a principio del siglo XIX.
Una vez el Territorio de Washington fue establecido en 1853, el gobierno de Estados Unidos comenzó la tarea de firmar tratados con las tribus del área para adquirir sus tierras. Los suquamish cedieron la mayor parte de su terreno a los Estados Unidos cuando firmaron el Acuerdo de Point Elliott el 22 de enero de 1855. Se les dejó retener parte, la Reserva India Port Madison, cerca de la aldea de invierno en el Paso de Agate.
Aunque los pueblos salish del Puget Sound no estaban generalmente organizados más allá del nivel de aldeas individuales, los Suquamish tenían un lugar central en Puget Sound y dos miembros de los Suquamish terminaron siendo reconocidos en toda la región como grandes líderes. Uno fue Kitsap, que lideró una coalición de las tribus del Puget Sound contra los Cowichan de la isla de Vancouver alrededor de 1825. Otro fue Sealth, hijo de Schweabe, que era un buen orador y pacifista durante la turbulenta época de mediados del siglo XIX. Aunque ambos Kitsap y Sealth eran a menudo llamados "Jefe", esta es una atribución dada por los angloparlantes; tal denominación no era usada por los propios Indios del Puget Sound.